# Oncidium paranaense
Oncidium paranaense é uma espécie epífita de tamanho médio, com pseudobulbos cilíndricos que formam pequenas touceiras. Pseudobulbos de 10 centímetros de altura com uma ou duas folhas apicais de 15 centímetros de comprimento e 2 centímetros de largura, de cor verde opaco. Hastes florais finas, quase eretas, portando inflorescência paniculada de 30 centímetros de comprimento. Flor pequena, de meio centímetro de diâmetro. Pétalas e sépalas amarelas, pontilhadas de marrom. Labelo voltado para cima (não ressupina), largo, de cor amarelo-ouro, levemente estriado de marrom. Necessita de muita umidade, pouco movimento de ar e luz difusa. Procede da Serra do Mar e floresce no verão.